# بلاي ستيشن 4 برو
البلاي‌ ستيشن 4 برو (بالإنجليزية: PlayStation 4 Pro، أو PS 4 Pro) هو منصة ألعاب فيديو من شركة سوني كمبيوتر إنترتينمنت. أعلن عنه كجهاز بلاي‌ ستيشن 4 بمواصفات أفضل من البلاي‌ ستيشن 4 خلال مؤتمر في 7 سبتمبر عام 2016.

## العتاد
يقدم جهاز بلايستيشن 4 برو أداء أفضل من بلايستيشن 4 بتشغيل الألعاب بدقة 1080 وسرعة إطارات 60 بالثانية بالإضافة إلى دعمه لتقنية HDR، كما اعلنت الشركة عن عدد من الاجهزة الملحقة الجديدة مثل يد تحكم DualShock 4 جديدة وكاميرا. يمتلك الجهاز معالج Jaguar ثماني النواة وقوة المعالجة الرسومية في الجهاز تصل إلى 4.2 تيرافلوبس. وتم تزويد الجهاز بذواكر GDDR5 سعة 8 جيجابايت وقرص الصلب يبلغ حجمه 1 تيرابايت. ويوجد بالجهاز منفذين USB بالأمام ومنفذ USB بالخلف من أجل ربطه مع نظارة بلاي ستيشن في آر. ويستهلك الجهاز طاقة تصل إلى 310 واط. فيما سوف تدعم يد تحكم DualShock 4 الجديدة الاتصال عبر USB أو عبر تقنية البلوتوث وتتميز بضوء اقوى في شاشة اللمس لتعطي اللاعب مؤشر عن صحة شخصيته داخل اللعبة وغيرها من الإشعارات وستكون متاحة بالأسواق في 15 سبتمبر بسعر 60 دولار أي 225 ريال.

## وصلات خارجية
- الموقع الرسمي في الولايات المتحدة
- الموقع الرسمي في المملكة المتحدة
- الموقع الرسمي في الإمارات العربية المتحدة وباقي الشرق الأوسط نسخة محفوظة 9 سبتمبر 2014 على موقع واي باك مشين.
- الموقع الرسمي في اليابان نسخة محفوظة 3 ديسمبر 2016 على موقع واي باك مشين. (باليابانية)
- الموقع الرسمي لبلاي ستيشن 4 ، قسم التعليمات. (بالإنجليزية)
- الموقع الرسمي للبلاي ستيشن 4 ، قسم التعليمات (بالعربية)